# San Romolo (Sanremo)
San Romolo è una frazione di Sanremo, situata nell'entroterra della città costiera, ai piedi del Monte Bignone, e nota per essere sede della balma (grotta antropizzata) dove il santo protettore della città, san Romolo, visse e morì da eremita.

## Geografia fisica
San Romolo è posta a nord-ovest di Sanremo, alle pendici sud-ovest di Monte Bignone, tra i paesi di Perinaldo, Bajardo e Ceriana. Contraddistingue il paese una zona pianeggiante rettangolare sgombra da alberi, di circa 5000 m², nota localmente come "il prato", attorno alla quale si è sviluppata l'intera frazione.

## Storia
San Romolo prende nome dal santo che qui dimorò, e che diede il nome alla città di Sanremo.
Oltre a ciò, l'importanza della frazione è relativa alla grande quantità di legname che nel corso dei secoli è stato tratto dai boschi di pino e castagno che la compongono.
Fu nel Medioevo che la sola parte pianeggiante della zona venne completamente liberata dagli alberi per farne un'area in cui depositarvi il legname già tagliato, in attesa di trasportarlo a valle: tale area, ora dismessa, è proprio il prato attorno al quale si è poi sviluppato il paese.
Fino agli inizio del Novecento la frazione attirava decine di taglialegna stagionali, provenienti generalmente dai paesi limitrofi, e stipendiati dal Comune, che rifornivano di legname da riscaldamento le strutture pubbliche sanremesi (ospedale, ospizio, municipio, scuole, eccetera), e procuravano legname da costruzione che veniva commercializzato nella costa ligure o impiegato per realizzare imbarcazioni. 

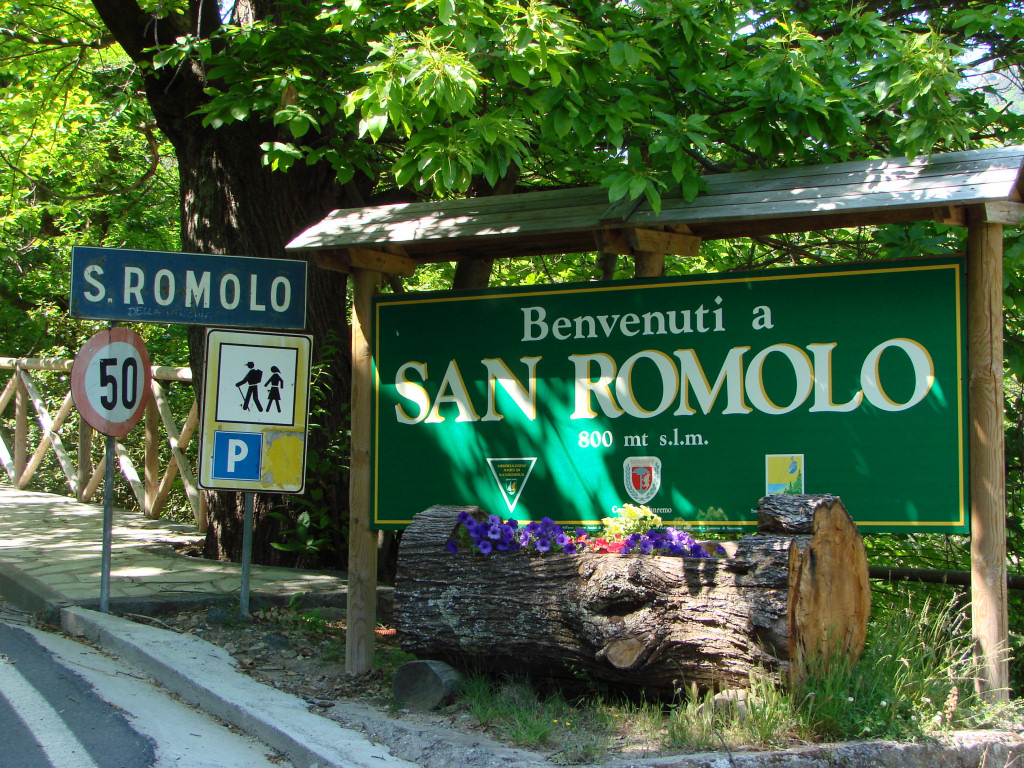
Cartello all'ingresso di San Romolo

Con il venir meno del lavoro di taglio della legna, il paese ha visto alternarsi periodi di relativo splendore ad altri di completo abbandono. Tra il 1936 ed il 1981 il paese è stato parte del percorso della Funivia Sanremo-Monte Bignone: in particolare, all'epoca della realizzazione, tra la stazione di San Romolo e quella capolinea di Monte Bignone vi era il tratto sospeso tra due piloni più lungo d'Europa, circa 1700 metri. La località, infatti, era considerata adatta per curarsi dalle malattie respiratorie (grazie alla purezza dell'aria), e con l'introduzione della funivia si riusciva in meno di mezz'ora a raggiungere il paese.
Sempre in quell'epoca venne istituita dal regime fascista una colonia estiva (mantenuta, in altre forme ed in maniera discontinua, fino ad oggi), mentre negli anni cinquanta, con il boom del turismo di massa, venne costruito un albergo, che chiuse però dopo circa vent'anni, ed aperto un ufficio postale, anch'esso soppresso negli anni settanta.
La chiusura della funivia, infine, coincise con un declino che, solo con l'ingresso nel XXI secolo caratterizzato da una mutata consapevolezza ambientale e naturalista, sembrerebbe avere avuto una battuta d'arresto. Il paese è entrato a far parte del Parco, e sono sorte nuove attività legate allo sfruttamento delle peculiarità naturali del territorio.

## Monumenti e luoghi d'interesse

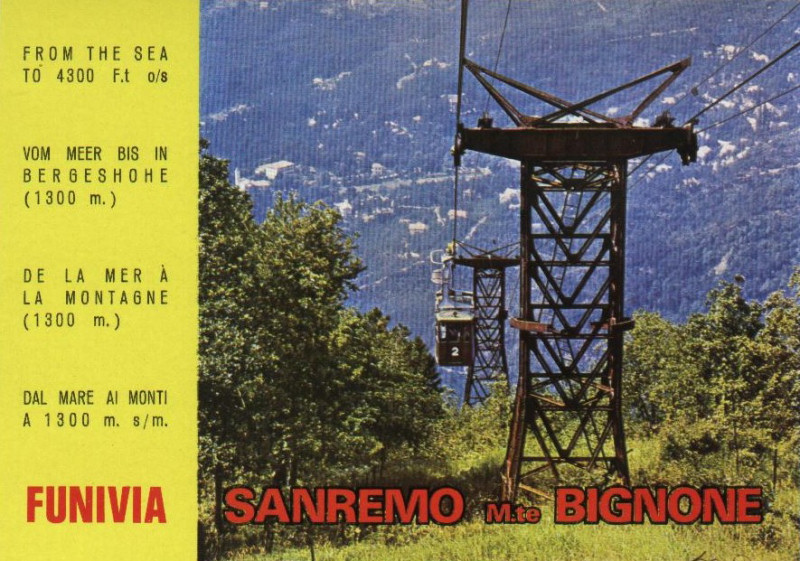
La funivia da Monte Bignone. San Romolo sullo sfondo

San Romolo è nota per il vasto prato posto al centro del paese. Durante il periodo estivo diventa quindi frequentata meta dei sanremesi, grazie al fresco clima che lo caratterizza in tale stagione.
Da un punto di vista artistico, è presente la bauma, la grotta dove si dice che San Romolo visse gli ultimi anni di eremitaggio, trasformata in cappella con un altare barocco ed una statua di San Romolo morente. Sulla piazza soprastante, l'ottocentesca chiesa di San Romolo, il cui sagrato, che ospita alcuni castagni secolari, offre una visuale notevole su Sanremo.
Nel centro del paese fa bella mostra di sé un castagno secolare, risalente al XIII secolo, il cui tronco misura circa 5,5 metri di circonferenza.
Attualmente San Romolo è inclusa nel costituendo Parco Naturale di San Romolo e Monte Bignone.

## Cultura

### Associazioni culturali
- Associazione Amici di San Romolo, finalizzata alla valorizzazione del paese e del territorio
- Associazione Ravacoi di San Romolo; nasce dalla volontà di un gruppo di amici ed abitanti, nel Parco Naturale di San Romolo e Monte Bignone, di rilanciare e salvaguardare il patrimonio storico, culturale ed enogastronomico del territorio, attraverso il recupero e la salvaguardia degli antichi mestieri, della civiltà contadina e delle antiche colture autoctone.[1]

## Economia
La frazione conta un bar ristorante, attrezzato con campo di minigolf a 18 buche, sede di campionati internazionali e un forno panetteria. Pertanto, mentre durante l'estate l'economia si basa sul pendolarismo turistico giornaliero sanremese, durante l'inverno vive sull'unica struttura ristorativa e sul minimo indotto dei suoi abitanti, circa 200 famiglie, perlopiù lavoratori delle cittadine rivierasche.
Un gran numero di abitazioni sono sfruttate come seconde case per le vacanze, pertanto è presente anche un minimo affitto stagionale, in genere a carattere familiare.

## Infrastrutture e trasporti

### Strade
La frazione è collegata a Sanremo (Via Sen. Ernesto Marsaglia), Coldirodi (Via Monte Ortigara), Ceriana (SP 56), Bajardo (SP 56) e Perinaldo (SP 61) da strade comunali e provinciali.

### Ferrovie
La stazione ferroviaria più vicina è quella di Sanremo, a circa 12 km di distanza.

### Mobilità urbana
Vi sono corse orarie diurne dalla stazione degli autobus di Sanremo.